# Bab Jebli Jedid
Bab Jebli Jedid (arabe : باب الجبلي الجديد), appelée aussi Bab Jallouli, est l’une des portes de la médina de Sfax, aménagée au milieu de la face nord des remparts entre Bab Jebli et Bab El Ksar.
Cette porte est ouverte aux débuts du XXe siècle, pendant la période du caïdat de Mohamed Sadok El Jallouli dont elle porte le nom après sa mort en 1910. De l'extérieur, cette porte constituée de deux ouvertures adjacentes ouvre sur une grande place abritant la gare routière de Bab Jebli.
Auparavant, cette porte était prestigieuse et son maintien en bon état était une priorité pour le gouvernement tunisien. Néanmoins, son état se détériore surtout après la révolution de 2011 avec l'installation de commerçants ambulants dans ses alentours.